# St. Maria Magdalena (Mühlheim an der Donau)

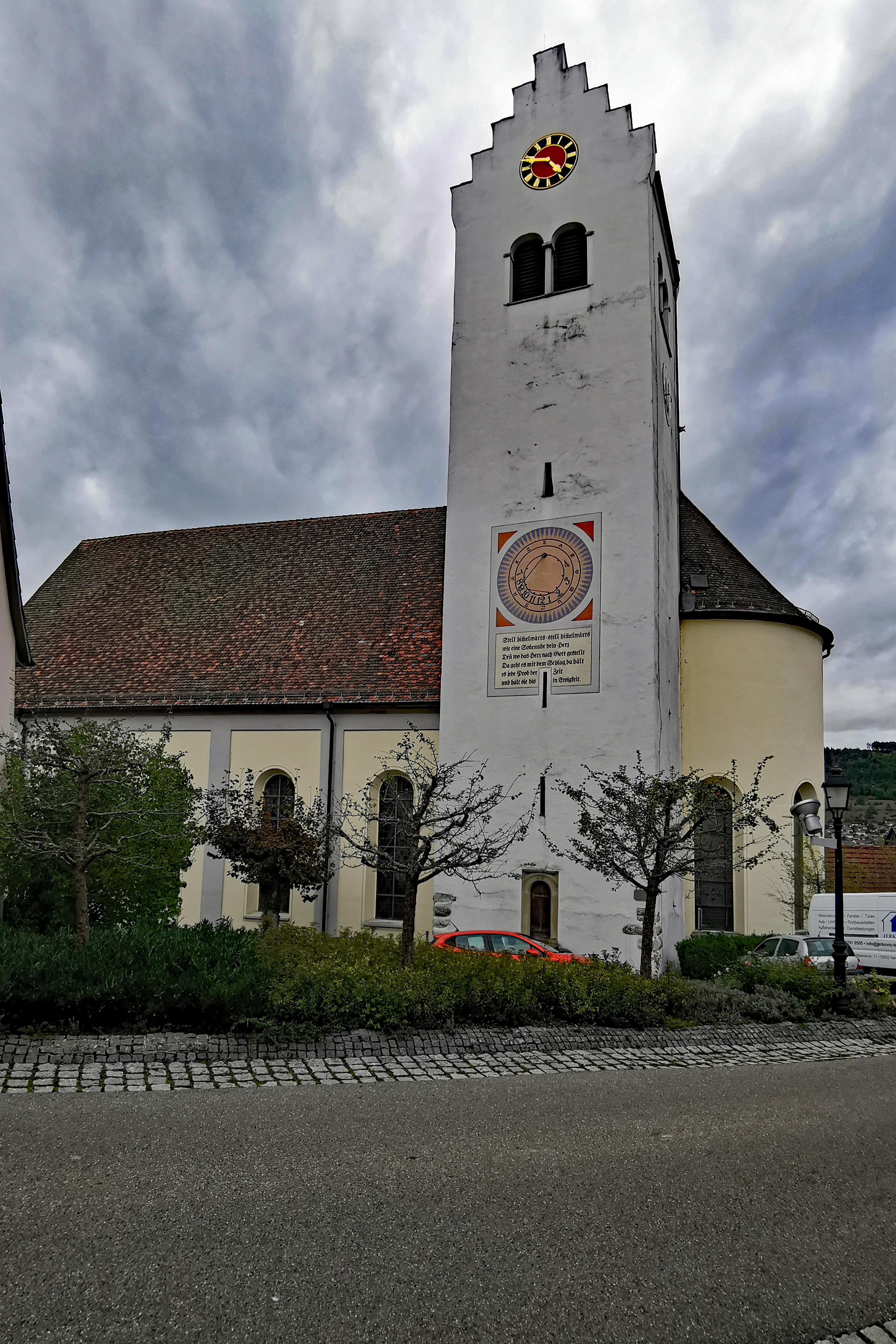
St. Maria Magdalena in Mühlheim an der Donau

Die römisch-katholische Pfarrkirche St. Maria Magdalena steht in Mühlheim an der Donau, einer Kleinstadt im Landkreis Tuttlingen in Baden-Württemberg. Sie gehört zum Dekanat Tuttlingen-Spaichingen in der Diözese Rottenburg-Stuttgart. Das Bauwerk ist als Kulturdenkmal besonderer Bedeutung nach § 12 DSchG BW in den Denkmalpflegerischen Werteplan beim Landesamt für Denkmalpflege Baden-Württemberg aufgenommen.

## Beschreibung
Die Saalkirche wurde 1794–96 anstelle eines Vorgängerbaus unter der Leitung des Baumeisters Jacob Würth errichtet. Sie ersetzte einen mittelalterlichen Vorgängerbau und orientiert sich in ihrer klassizistischen Gestaltung an der Stifts- und Pfarrkirche in Hechingen, einem Werk des Architekten Pierre-Michel d’Ixnard. Der Kirchturm stammt in weiten Teilen noch aus dem 13. Jahrhundert.
Sie besteht aus einem Langhaus, einem eingezogenen, halbrund geschlossenen Chor im Osten und einem Chorflankenturm, dessen untere Geschosse vom Vorgängerbau erhalten blieben, an der Südwand des Chors. Er wurde mit einem Geschoss aufgestockt, das hinter den als Biforien gestalteten Klangarkaden den Glockenstuhl beherbergt. Darauf sitzt quer ein Satteldach zwischen Staffelgiebeln, in denen sich die Zifferblätter der Turmuhr befinden.
Der Innenraum ist durch eine umlaufende Pilasterordnung sowie hohe Rundbogenfenster geprägt. Die Innenausstattung wurde ursprünglich größtenteils aus der aufgelösten Wallfahrtskirche Maria Hilf auf dem nahegelegenen Welschenberg übernommen.
Im Verlauf des 19. und 20. Jahrhunderts erfuhr die Kirche mehrere Umgestaltungen. Bereits in den 1870er-Jahren fand eine erste Außensanierung statt. 1886 wurde die Innenausstattung durch Tobias Weiß im Stil der Beuroner Kunstschule neu konzipiert. In den Jahren 1952 bis 1957 wurden Außenfassade und Turm erneuert, letzterer dabei erhöht. Der Innenraum wurde mit einem neuen Deckengemälde versehen, die bisherigen Altaraufbauten und Farbglasfenster entfernt.
Weitere Renovierungen betrafen den Innenraum (1981), den Turm (1985) sowie die Außenfassade in den 1990er-Jahren. Eine grundlegende Neugestaltung erfolgte 2001 unter der Leitung von Prof. Franz Bernhard Weißhaar. Ziel war die Wiederherstellung der klassizistischen Raumordnung und die Betonung der ursprünglichen architektonischen Raumwirkung.
Zur erhaltenen historischen Ausstattung gehören ein spätgotisches Kruzifix im Chor, eine barocke Kanzel sowie zwei Gemälde des Mühlheimer Malers Anton Korb („Maria Magdalena unterm Kreuz“ und „Tod Josefs“, beide von 1774). Weitere Ausstattungsstücke sind die spätbarocke Marienfigur „Maria Himmelskönigin“ vor dem Chor, ein ehemaliger Fronleichnamstragealtar aus dem Enzbergischen Schloss mit dem Altarbild „Manna in der Wüste“ sowie ein Kreuzweg in Form von Flachreliefs des Künstlers Franz Bucher (1928–1995). Zur Kirchenausstattung gehört außerdem ein Hochaltar, auf dessen Altarretabel die heilige Maria Magdalena dargestellt ist.
Die Orgel auf der Empore wurde 1957 von einem unbekannten Orgelbauer errichtet.